# Minnesota (rivière)
Pour les articles homonymes, voir Minnesota (homonymie).
Le Minnesota est une rivière, un affluent du fleuve Mississippi, de 534 km de long, dans l'État de Minnesota, au nord des États-Unis.

## Toponymie
Le nom de la rivière est d'origine amérindienne. En effet, en langue dakota, mini signifie "eau" et sota signifie « couleur fumée blanche » ou « couleur ciel nuageux ».
La rivière a donné par la suite son nom au Territoire du Minnesota puis à l'État du Minnesota. Historiquement, la rivière était aussi connu comme la « rivière de Saint Pierre ».

## Géographie
Il draine une surface de 38 205 km2 dans l'État du Minnesota, et de 5 180 km2 dans les États de l'Iowa et du Dakota du Sud.
Il prend sa source dans le sud-ouest de l'État de Minnesota, dans le lac Big Stone, sur la frontière avec le Dakota du Sud.
Il traverse les plaines du Minnesota vers le sud-est. À Mankato, il décrit un grand coude en tournant brusquement vers le nord-est.
Il se jette dans le Mississippi 10 km au sud-ouest du centre de Saint Paul et 10 km au sud-sud-est du centre de Minneapolis.
Sa vallée est large d'environ 8 km et profonde d'environ 80 mètres.
Le tracé de la rivière s'est dessiné à la fin de la période glaciaire, la Minnesota servant à l'époque d'émissaire au lac Agassiz aujourd'hui disparu.

## Affluents du Minnesota
| Nom                       | Localisation des confluents            | Longueur (km) |
| ------------------------- | -------------------------------------- | ------------- |
| Rivière Blue Earth        | Mankato                                | 174           |
| Rivière Chippewa          | Montevideo                             | 195           |
| Rivière Cottonwood        | New Ulm                                | 245           |
| Rivière Credit            | Comté de Scott                         | 209           |
| Rivière Lac qui Parle     | Parc d'État de Lac Qui Parle           | 190           |
| Rivière Little Cottonwood | Sud-Est de New Ulm                     | 133           |
| Little Minnesota          | Lac Big Stone                          | 115           |
| Rivière Pomme de Terre    | Comté de Swift au Sud-Ouest d'Appleton | 170           |
| Rivière Redwood           | Redwood Falls                          | 205           |
| Rivière Rush              | Le Sueur                               | 20            |
| Rivière Whetstone         | Ortonville                             | 9             |
| Rivière Yellow Bank       | Odessa                                 | 14            |
| Rivière Yellow Medicine   | Parc d'État d'Upper Sioux Agency       | 173           |

## Débit
Le débit de la rivière a été mesuré de façon continu depuis 1934 près de Jordan, dans le comté de Carver, État du Minnesota, à proximité de son embouchure. La rivière y draine une surface de 41 925 km2. Son débit moyen y est de 130 m3/s. On en déduit que la tranche d'eau écoulée en une année dans son bassin est de 98 mm, valeur assez faible, nettement inférieure à celle du bassin du Mississippi. La rivière connait un maximum de son débit au mois d'avril au moment de la fonte des neiges avec un débit mensuel de 368 m3/s et un minimum au mois de janvier avec un débit mensuel de 28 m3/s. Le débit record s'élève à 3 310 m3/s mesuré le 11 avril 1965.